# ملعب سيوداد دي فالنسيا
ملعب سيوداد دي فالنسيا (بالإسبانية: Estadio Ciudad de Valencia) هو ملعب كرة قدم في فالنسيا، إسبانيا. يعتبر الملعب الرئيسي لنادي ليفانتي. تم افتتاحه في سنة 1969 ويتسع لجلوس 25,354 متفرج.

## وصلات خارجية
- ملاعب إسبانيا(بالإنجليزية)